# Југослав Васовић
Југослав Васовић (Београд, 31. мај 1974) бивши је српски ватерполиста, освајач бронзане медаље на Олимпијским играма у Сиднеју 2000. године. Тренутно је на функцији председника Радничког из Крагујевца.

## Играчка каријера
Каријеру је започео у млађим категоријама Партизана где је и дебитовао за први тим у сезони 1989/90.
Највећи клупски успех постигао је са Бечејом, с којим је 2000. године освојио Евролигу.
Играчку каријеру је завршио 2012. у Црвеној звезди, а последњи меч је одиграо 29. априла 2012. против Партизана у оквиру другог меча финалне серије Првенства Србије.
Његов старији брат је познати српски ватерполиста и репрезентативац Анто Васовић, освајач две златне медаље на Светским првенствима 1986. и 1991. године.

## Клупски успеси
- Евролига 1999/00. -  Шампион са Бечејом
- Евролига 1998/99. - Финалиста са Бечејом
- Куп победника купова 1990. - Победник са Партизаном
- ЛЕН куп 2002/03. - Финалиста са Флоренцијом
- ЛЕН куп 2004/05. - Финалиста са Партизаном
- Првенство СФР Југославије 1990/91. -  Шампион са Јадраном Сплит
- Првенство СР Југославије 1992. и 1992/93. -  Шампион са Црвеном звездом.
- Првенство СР Југославије 1995/96, 1996/97, 1997/98, 1998/99, 1999/00, 2000/01. -  Шампион са Бечејом
- Првенство Србије 2008/09. -  Шампион са Партизаном
- Куп СФР Југославије 1989/90. - Победник са Партизаном
- Куп СР Југославије 1995/96, 1996/97, 1997/98, 1998/99, 1999/00, 2000/01. - Победник са Бечејом
- Куп Србије 2008/09. - Победник са Партизаном